# سگ و گنجشک
سگ و گنجشک (به آلمانی: Der Hund und der Sperling) یک افسانه فولکلور آلمانی است که توسط برادران گریم گردآوری شده و به عنوان داستان شمارهٔ ۵۸ در مجموعهٔ معروفشان «افسانه‌های کودکان و خانواده» آمده است. این داستان در دستهٔ ATU ۲۴۸ از فهرست آرنه-تامپسون قرار می‌گیرد و در گروه افسانه‌های حیوانی با پرنده و سگ صحبت‌کننده طبقه‌بندی می‌شود.

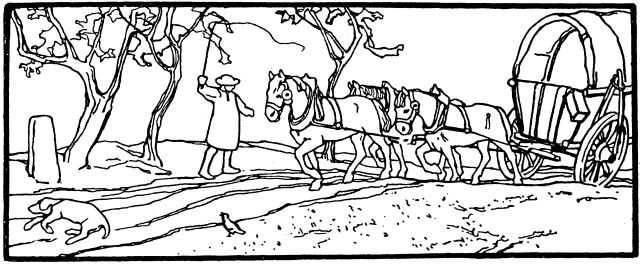
تصویرنگاری ۱۹۰۹

## خاستگاه
به گفتهٔ برادران گریم، این داستان با روایت‌های گوناگون در نواحی تسوِرن، هسن و گوتینگن آلمان نقل شده است. نخستین نسخهٔ آن در سال ۱۸۱۲ منتشر شد و عنوان اولیه‌اش «از گنجشک پدرخواندهٔ وفادار» بود. برخی نسخه‌ها از دهه‌ها قبل‌تر در هلند نیز وجود داشتند.

## داستان
روزی روزگاری، مردی چوپان سگی داشت که وفادار ولی فراموش‌شده بود. او آن‌قدر سگ را گرسنه نگه داشت که حیوان بی‌پناه ناچار شد خانه را ترک کند. سگ در جاده با گنجشکی آشنا شد. گنجشک، که پرنده‌ای دانا و مهربان بود، تصمیم گرفت از سگ مراقبت کند.
در مسیر، گنجشک با پرواز به فروشگاه‌های گوشت و نانوایی‌ها، برای سگ گرسنه تکه‌هایی گوشت و نان به دست آورد. آن‌ها پس از خوردن غذا، تصمیم گرفتند شب را در جاده بخوابند. در همین زمان، ارابه‌ای با اسب‌هایی قوی در تاریکی به سمت آن‌ها آمد. گنجشک با نگرانی فریاد زد که سگ روی جاده خوابیده و ممکن است زیر گرفته شود، اما مرد ارابه‌ران توجهی نکرد و سگ بیچاره را زیر گرفت.
گنجشک، خشمگین و دل‌شکسته، مرد را نفرین کرد و گفت که فقیر خواهد شد. برای اجرای انتقام، ابتدا با نوک خود به بشکه‌های شراب روی ارابه زد تا شراب‌ها بریزند. سپس چشم‌های اسب‌ها را کور کرد. مرد که قصد داشت گنجشک را بکشد، با تبر ضربه زد، اما اشتباهی اسب‌های خود را کشت. او مجبور شد ارابه را رها کرده و پیاده به خانه بازگردد.
در خانه، مرد متوجه شد که گنجشک با دوستان پرنده‌اش تمام محصولات مزرعه‌اش را خورده‌اند. او با خشم تبرش را برداشت و سعی کرد گنجشک را بکشد، اما با هر ضربه فقط پنجره‌ها، اجاق، و وسایل خانه‌اش را خراب کرد.
در نهایت گنجشک را گرفت و تصمیم گرفت با دست خود او را بکشد. همسرش پرسید که آیا واقعاً می‌خواهد گنجشک را بکشد؟ مرد پاسخ داد که این مرگ کافی نیست و گنجشک را در یک لقمه بلعید. اما گنجشک زنده ماند و سرش را از دهان مرد بیرون آورد.
مرد که از خشم دیوانه شده بود، از همسرش خواست تا با تبر ضربه‌ای به پرنده بزند. زن تبر را برداشت، اما اشتباهی به شوهرش ضربه زد و او را کشت. گنجشک از دهان مرد بیرون پرید و پرواز کرد، بی‌آنکه آسیبی دیده باشد.

## تحلیل داستان
این افسانه دارای عناصر نمادین زیادی است. سگ نمایانگر وفاداری و بی‌مهری دیده‌نشده است، در حالی‌که گنجشک به عنوان نیروی عدالت طبیعت وارد عمل می‌شود و با زرنگی انتقام ظلم را می‌گیرد. مرد ارابه‌ران نمادی از حرص، بی‌توجهی به هشدارهای اخلاقی، و در نهایت نابودی خودخواسته است. پایان نمادین داستان، که پرنده با وجود بلعیده‌شدن باز نجات می‌یابد، نشان‌دهندهٔ شکست قطعی ستم در برابر عدالت است.

## نسخه‌های دیگر
نسخه‌های مختلفی از این افسانه با تغییراتی در آلمان و هلند یافت شده‌اند. در برخی، روباهی نیز به عنوان یکی از شخصیت‌ها حضور دارد. همچنین در نسخه‌ای از «گوتینگن»، گنجشک پیش از مرگ سگ از ارابه‌ران می‌خواهد تا کمکش کند، اما با بی‌توجهی مرد مواجه می‌شود.

## آثار مرتبط
- سلطان پیر (KHM 48)
- گنجشک و چهار فرزندش (KHM 157)
- دهقان کوچک (KHM 61)
- بازنویسی طنز این داستان توسط یانوش در کتاب افسانه‌های بازنویسی‌شده برای کودکان امروزی